# J-SH010
J-SH010（ジェイ エスエイチ ゼロイチゼロ）はシャープが開発し、J-フォン（現・ソフトバンク）が販売していたPDC通信方式の携帯電話端末である。

## 概要
J-SH09の後継機種で、新たにQVGA液晶を搭載している。
従来のシャープのJ-PHONE向け端末と比べデザインを一新しており、アンテナは内蔵式になり、ヒンジは中ヒンジとなった。なお、本体左部に装備されているアンテナは補助用のアンテナであり、通話の際に伸ばす必要はない。
また、J-SH09から引き続き搭載されているQRコードリーダ機能に関しては新たに自分のプロフィールデータやテキストデータをQRコードに変換できる機能も追加された。
本機種は、シャープとしては最後のJ-0x系端末となった。